# Małgorzata Maria Alacoque

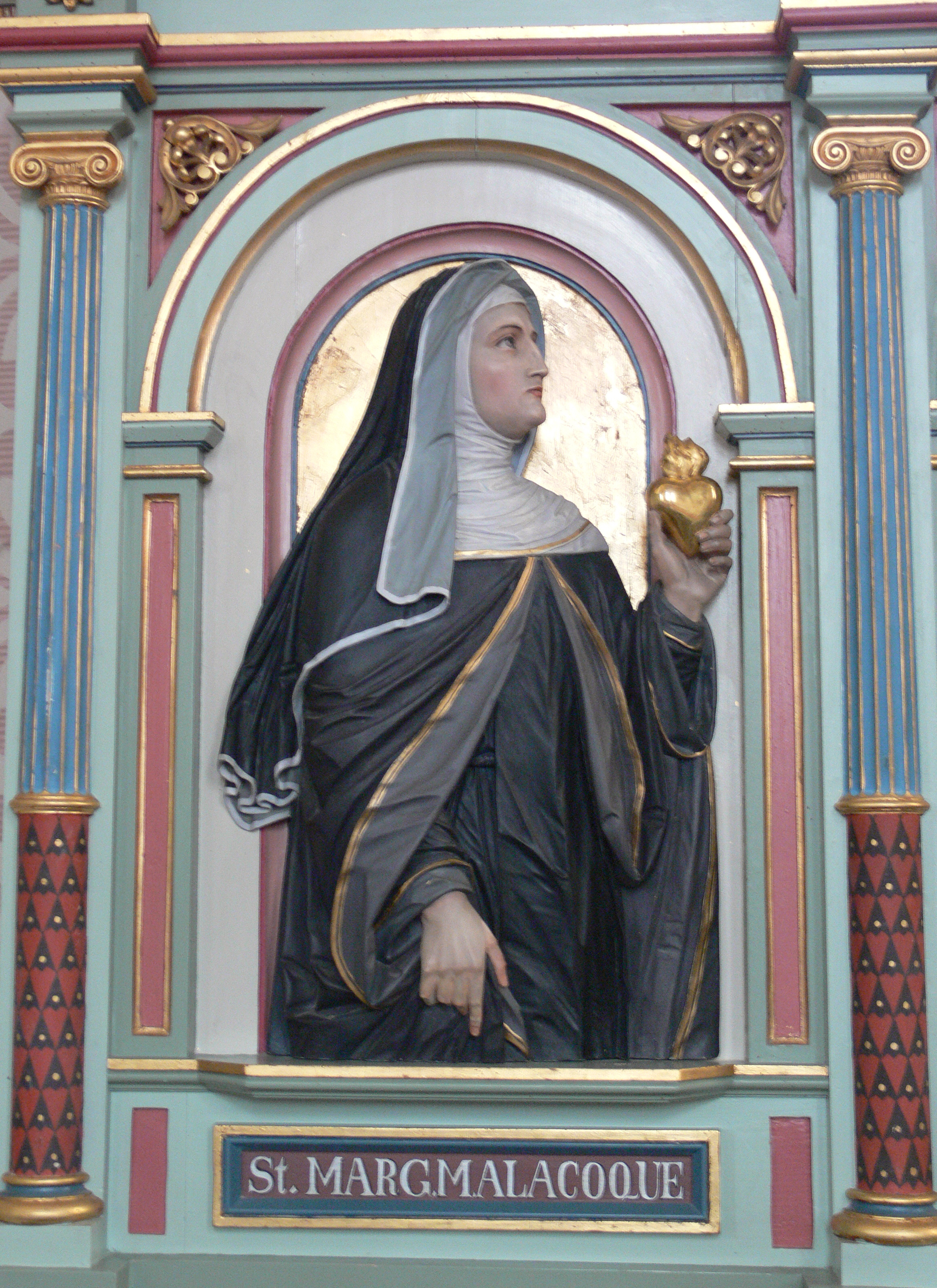
Święta Maria Małgorzata Alacoque

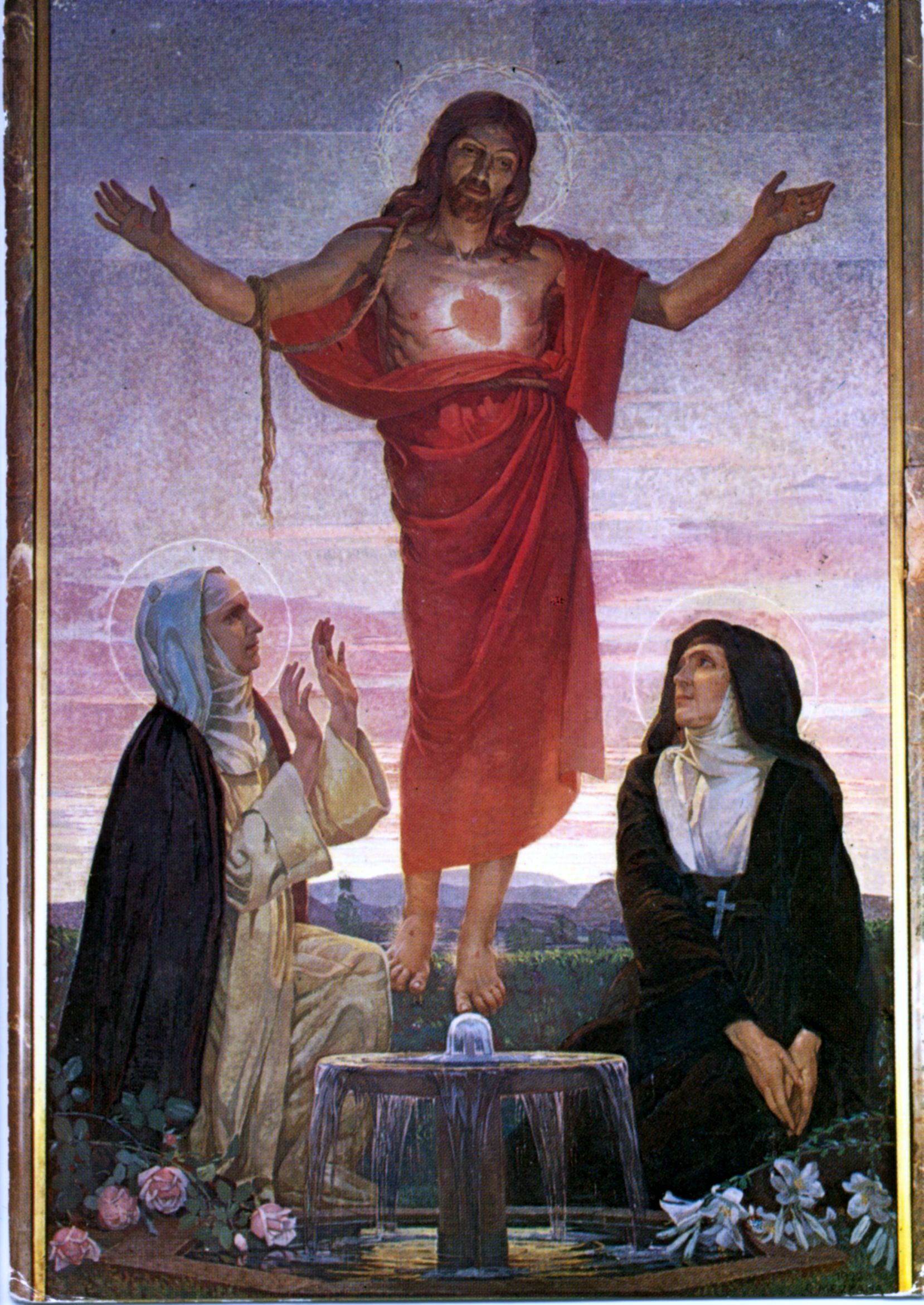
Błogosławiona Maria od Boskiego Serca Droste zu Vischering ze świętą Małgorzatą Marią Alacoque

Małgorzata Maria Alacoque (ur. 22 lipca 1647 w Lauthecourt (obecnie część Verosvres), zm. 17 października 1690 w Paray-le-Monial) – francuska wizytka i mistyczka, znana przede wszystkim z propagowania nabożeństwa ku czci Najświętszego Serca Jezusowego, objawionego jej w widzeniach przez Jezusa Chrystusa. Święta Kościoła rzymskokatolickiego.

## Życiorys
Przyszła na świat jako piąte dziecko w rodzinie Klaudiusza z Verosvres, notariusza i sędziego królewskiego. Po trzech dniach została ochrzczona, a podczas obrzędu nadano jej imię Małgorzata. Złożyła ślub dozgonnej czystości. Kiedy miała osiem lat, zmarł jej ojciec, zostawiając pod opieką żony siedmioro dzieci. Po śmierci ojca Małgorzata trafiła do kolegium w Charolles, prowadzonego przez siostry zakonne. Z powodu ciężkiej choroby musiała powrócić do domu. Trafiła na wychowanie do swych krewnych – surowego wuja i zgorzkniałych ponoć ciotek, od których cierpiała wiele przykrości. Choroba Małgorzaty ciągnęła się przez cztery lata, które upływały pod znakiem duchowego wzrastania. Dziewczyna chciała poświęcić swoje życie służbie zakonnej, ale ze względu na obowiązek pomocy w domu swoich opiekunów nie mogła pójść do klasztoru tak szybko, jak tego chciała.
Wreszcie 25 maja 1671 r., w wieku 24 lat, wstąpiła do klasztoru Sióstr Nawiedzenia (wizytek) w Paray-le-Monial przyjmując imię Teresa. Habit zakonny otrzymała 25 sierpnia tego samego roku. Już w początkowym okresie swego życia zakonnego doświadczała osobistych spotkań z Jezusem Chrystusem, który przekazał jej zadanie niesienia ludziom posłannictwa o Jego Najświętszym Sercu (dokładniej o objawieniach i o nabożeństwie niżej). Podczas swej służby zakonnej doświadczała wielu przykrości od innych sióstr, póki nie nabrały one przekonania o prawdziwej świętości swej towarzyszki i nie uwierzyły w autentyczność jej posłannictwa. W pewnych okresach pełniła w klasztorze funkcje asystentki przełożonej zgromadzenia oraz mistrzyni nowicjuszek.
Zmarła 17 października 1690 r. w klasztorze w wieku 43 lat. Kiedy wieść o tym rozniosła się po okolicy, wierni przybyli licznie do kościoła, aby pożegnać osobę cieszącą się już za życia opinią świętości. Jej pogrzeb odbył się wieczorem 18 października.
Święta Małgorzata Maria Alacoque została ogłoszona błogosławioną przez papieża Piusa IX 18 września 1864 r., a wyniesiona na ołtarze 13 maja 1920 r. za pontyfikatu papieża Benedykta XV. W liturgii Kościoła katolickiego wspomnienie świętej Małgorzaty Marii Alacoque obchodzono od 1929 roku, 17 października. W roku 1969 data 17 października została wyznaczona jako dzień wspomnienia liturgicznego Ignacego Antiocheńskiego. W związku z tym dzień wspomnienia liturgicznego Świętej Małgorzaty Marii Alacoque został przeniesiony na 16 października. Jednak w niektórych źródłach podawana jest także data 14 października.

## Objawienia
Już od pierwszych miesięcy w klasztorze św. Małgorzata Maria Alacoque dostępowała widzeń Jezusa Chrystusa, z których część miała szczególny związek z przebywaniem przed Najświętszym Sakramentem lub przyjmowaniem Komunii Świętej.
Duże znaczenie miały objawienia poświęcone nabożeństwu do Najświętszego Serca Jezusowego, którego rozpropagowanie było szczególnym zadaniem wyznaczonym świętej Małgorzacie Marii Alacoque.
Od grudnia 1673 do czerwca 1675 roku miała ona kilka widzeń Jezusa, w których Ten opowiedział jej o Jego nieskończonym miłosierdziu dla ludzi i o potrzebie zwrócenia się wszystkich do jego Serca poprzez specjalne Nabożeństwo, będące dla odprawiających je źródłem wielkich łask.

## Ustanowienie nabożeństwa ku czci Najświętszego Serca Jezusowego
Pierwsze widzenie związane z Nabożeństwem do Najświętszego Serca Jezusowego stało się udziałem świętej Małgorzaty Marii Alacoque 27 grudnia 1673 roku. Według jej późniejszego przekazu Jezus Chrystus wypowiedział do niej następujące słowa: Moje Boskie Serce płonie tak wielką miłością ku ludziom, że nie może utrzymać dłużej tych gorejących płomieni, zamkniętych w moim łonie. Ono pragnie je rozlać za Twoim pośrednictwem i pragnie wzbogacić ludzi swoimi skarbami. Po tych słowach ukazał zakonnicy swoją otwartą pierś, a w niej Serce pałające wielką miłością do ludzi. W symbolicznym geście wziął serce Małgorzaty Marii i włożył je do swojego, a następnie oddał je, już wypełnione płomieniem miłości zaczerpniętym z Jego Serca.
Kolejne widzenie miało miejsce w roku 1674. Wówczas Jezus dał poznać zakonnicy powody ustanowienia nowego Nabożeństwa oraz korzyści płynące z niego dla ludzi je odprawiających. Mówił o uratowaniu grzeszników od zguby wiecznej, a także o większym uświęceniu dla tych sprawiedliwych, którzy oddadzą się Mu w akcie Nabożeństwa.
W objawieniu z 16 czerwca 1675 roku Jezus ponownie opowiedział Małgorzacie Marii Alacoque o bezmiarze łask płynących z Jego Serca i o tym, jak bolesne jest to, że ludzie często dają Mu ze swej strony jedynie wzgardę i zapomnienie. Prosił zakonnicę, aby przynajmniej ona była dla niego zadośćuczynieniem. Mówił też:
Dlatego żądam, żeby pierwszy piątek po Oktawie Bożego Ciała był odtąd poświęcony jako osobne święto na uczczenie mojego Serca. (...) W zamian za to obiecuję, że Serce moje wyleje hojne łaski na tych wszystkich, którzy w ten sposób Sercu Memu oddadzą cześć lub przyczynią się do jej rozszerzenia...
W 1684 roku zakończyło się mające mistyczną naturę duchowe oczyszczenie Małgorzaty Marii Alacoque. Od tej chwili jej zadaniem było propagowanie nowego Nabożeństwa tak, aby z czasem stało się ono ogólnodostępnym dla ludzkiego poznania. Jednak na początku jego rozpowszechnianie napotkało duże trudności. Mocno zwalczali je np. janseniści, którzy w swej kampanii przeciw Nabożeństwu oskarżali jego krzewicieli o herezję. Przez długi czas Stolica Apostolska milczała w tej sprawie, czekając na rozwój wypadków. Nastawienie papiestwa zmienił memoriał wysłany w 1765 r. przez Episkopat Polski do papieża Klemensa XIII. Ten jeszcze w tym samym roku zezwolił na obchodzenia święta ku czci Najświętszego Serca Pana Jezusa przez zakon wizytek. Następnym krokiem było ustanowienie tego święta dla całego polskiego Kościoła. W 1856 papież Pius IX uczynił je obowiązującym w Kościele na całym świecie. W chwili obecnej Kościół katolicki wspiera Nabożeństwo w całej jego formie zaleconej przez Małgorzatę Marię Alacoque. Jeszcze w XVII w. pisali o nim jezuici – spowiednik świętej o. Klaudiusz de la Colombière, a także o. Croiset.
Szczególnie eksponowaną cechą tego Nabożeństwa jest mnogość łask udzielanych tym, którzy je odprawiają oraz członkom ich najbliższych rodzin, a przede wszystkim wzrastanie duchowe w miarę jego odprawiania. To wszystko zostało zawarte w obietnicach, danych w objawieniach za pośrednictwem św. Małgorzaty Marii tym wszystkim, którzy podążą za wezwaniem (zob. jak wygląda przeprowadzanie Nabożeństwa).

## Obietnice Najświętszego Serca Pana Jezusa
Obietnice Jezusa Chrystusa dane za pośrednictwem św. Małgorzaty Marii Alacoque Tym, którzy czcić będą Moje Serce Najświętsze:
- Dam im wszystkie łaski potrzebne w ich stanie.
- Zgoda i pokój będą panowały w ich rodzinach.
- Będę sam ich pociechą we wszystkich smutkach i utrapieniach życia.
- Będę ich ucieczką najbezpieczniejszą w życiu, a szczególnie w godzinę śmierci.
- Błogosławić będę wszystkim ich zamiarom i sprawom.
- Grzesznicy znajdą w Mym Sercu źródło i całe morze niewyczerpanego nigdy miłosierdzia.
- Dusze oziębłe staną się gorliwymi.
- Dusze gorliwe szybko dostąpią wielkiej doskonałości.
- Zleję obfite błogosławieństwo na te domy, w których obraz Serca Mego Boskiego będzie zawieszony i czczony.
- Kapłanom dam moc zmiękczania serc najzatwardzialszych.
- Imiona osób, które rozpowszechniać będą nabożeństwo do Mego Boskiego Serca, będą w nim zapisane i na zawsze w nim pozostaną.
- Przystępującym przez 9 z rzędu pierwszych piątków miesiąca do Komunii Świętej dam łaskę pokuty ostatecznej, że nie umrą w stanie niełaski ani bez sakramentów świętych, a to Serce Moje stanie się dla nich ucieczką w godzinę śmierci.

## Obietnica dla rodziny osobiście poświęconej Bożemu Sercu
Boskie Serce wynagrodzi nie tylko im (duszom Jemu poświęconym) osobiście, lecz także ich najbliższym (krewnym), na których Ono spogląda okiem Miłosierdzia, by im przyjść z pomocą we wszystkich ich potrzebach, byle oni zwracali się do Niego z ufnością.